# 松井富実洋
松井 富実洋（まつい ふみひろ、1968年 - 1991年2月7日）は、元競輪選手。日本競輪選手会東京支部に在籍していた。

## 来歴
1983年文京区立第十中学校卒業。1学年下に元オリンピックバレーボールアメリカ代表選手ヨーコ・ゼッターランドがいる。
日本競輪学校第61期生。同期に神山雄一郎、山田裕仁、紫原政文らがいるが、在校競走成績は神山に次いで2位だった。師匠は清嶋彰一。
1988年5月8日、花月園競輪場でデビューし9着。初勝利は同年同月23日の岐阜競輪場。
1989年の全日本新人王戦決勝5着（優勝は神山）、1990年の新人王戦決勝2着（優勝は紫原）などの実績を挙げ、将来を嘱望されていた矢先の1991年2月7日午前2時45分頃、所沢市久米の市道で、乗用車で運転中、道路右側の電柱に激突。全身を強く打って即死した。23歳没。
警察の調べによると、現場は緩やかな左カーブで、飲酒とスピードの出し過ぎが原因と見られている。同年同月5日にいわき平競輪場で行われたダービートライアルを終えたばかりで、同僚と所沢市内の2軒でビールなどを飲み、立川市にある合宿所に戻る途中だった。
選手登録削除日は1991年2月8日。通算戦績213戦47勝。